# Nangalasso
Nangalasso est une localité et une commune rurale du Mali, chef-lieu d'arrondissement dans le cercle de Kadiana et la région de Bougouni.

## Villages
La commune s'étend sur 11 localités relevées lors du recensement général de 2009. 
Les villages les plus peuplés sont :
- Nangalasso (2 485 habitants)
- Donkérila (2 128 habitants)
- Koni (1 556 habitants)